# Șuletea, Vaslui
Șuletea este satul de reședință al comunei cu același nume din județul Vaslui, Moldova, România.

## Legenda satului
Șuletea este un sat din județul Vaslui, așezat pe dealurile Fălciului, situat aproximativ la 35 km de Bârlad. Cele mai vechi documente care amintesc de existența satului Șuletea datează din anul 1793, din care rezultă că satul avea o suprafața de 826 de hectare, fiind menționați proprietarii terenurilor învecinate cu cele ale satului Șuletea.
Legenda întemeierii satului s-a transmis din generație în generație: satul Braițenii de Jos a fost ars de proprietarul moșiei (Șchiopu Epureanu) chiar în noaptea de Paște, când toți sătenii erau strânși la biserică (anul fiind undeva între 1500–1600). Locuitorii alungați de pe moșia sa s-au așezat în alte sate, majoritatea formând satul Brăițenii de Sus, zis Șuletea. Aici era un bordeiul unui paznic de pădure, Jan Șulete, de unde denumirea satului nou format.
Numele de „Șuletea” a fost încetățenit în locul Brăițenilor de Sus după 1700, deși satul ființa de ceva timp. Brăițenii de Jos a dispărut astazi; locul a rămas în memoria locuitorilor prin prezența câtorva nuci seculari care și astazi rodesc pe coasta dealului cum te ridici spre Șuletea. Satul Brăițenii de Jos se afla cu aproximativ 4 km mai spre sud de Șuletea (în acest caz avem de-a face nu cu o suprapunere de sat, ci cu o schimbare de vatră).
Pe dealurile unde în acest moment se află plantate vii, s-au descoperit foarte multe relicve (vase, monezi, unelte), probabil lucruri rămase în urma incendierii satului Braițenii de Jos, care se pare că era cu mult mai mare și ma răspândit.
Cimitirul vechiului sat este situat în partea de nord-est a Zootehniei din sat, [necesită citare] unde acum este o groapa de lut. Necunoașterea acestui fapt de catre locuitorii comunei îi face pe aceștia să umble în fiecare zi peste mormintele înaintașilor, deoarece pe acolo s-a format un drum de țară.

## Personalități locale
- Virgil Caraivan ( 1879-1966), prozator român.